# Ospedale Villa Scassi
L'Ospedale Villa Scassi è una struttura ospedaliera situata nel quartiere di Sampierdarena, nella zona ponentina di Genova, ed è parte dell' ASL 3 Liguria. Fondato nel 1904, è uno degli ospedali principali della città e serve una popolazione di circa 350.000 abitanti, offrendo una vasta gamma di servizi sanitari. È noto per la sua eccellenza in diversi settori, tra cui il pronto soccorso, la psichiatria, l'oncologia e il trattamento delle grandi ustioni.

## Storia
L'ospedale fu inaugurato nel 1904 come ospedale civile e ha subito numerosi ampliamenti e ristrutturazioni nel corso degli anni. In particolare, nel 2013 è stato inaugurato il padiglione 9bis, che ha aggiunto 130 posti letto e ospita reparti come nefrologia, neurologia e pneumologia. La struttura è stata progettata per rispondere alle esigenze sanitarie della popolazione locale, e continua a essere un punto di riferimento per il ponente genovese.

## Struttura e Servizi
L'Ospedale Villa Scassi offre una vasta gamma di servizi e reparti, tra cui:
- Pronto Soccorso: L'ospedale dispone di un Pronto Soccorso di DEA di primo livello, operativo 24 ore su 24. Nel 2023, il Pronto Soccorso è stato ampliato, con l'aggiunta di nuovi spazi e una maggiore attenzione alla sicurezza, grazie all'inserimento di un posto di polizia interno.

- Centro Grandi Ustionati: È riconosciuto per la sua alta specializzazione nella cura dei pazienti ustionati. Collabora attivamente con l'Ospedale Pediatrico Gaslini di Genova per la cura dei bambini con ustioni gravi.

- Reparto di Psichiatria: Nel 2021 è stato inaugurato il nuovo reparto di psichiatria, che offre 16 posti letto in camere singole o doppie, con ambienti progettati per garantire privacy e sicurezza. Il reparto si distingue per l'attenzione alla qualità della vita dei pazienti e l'adozione di approcci terapeutici innovativi.

- Oncologia: L'Ospedale Villa Scassi è dotato di un'unità S.C. Oncologia che offre trattamenti diagnostico-terapeutici completi per i pazienti con tumori.

## Riconoscimenti
Nel biennio 2024-2025, l'Ospedale Villa Scassi ha ottenuto due "Bollini Rosa", un riconoscimento attribuito dalla Fondazione ONDA agli ospedali che si distinguono per l'attenzione alla salute della donna. Inoltre, ha ricevuto il "Bollino Azzurro" per l'eccellenza nella cura del tumore alla prostata.

## Come Arrivare
- Mezzi Pubblici: La stazione della metropolitana più vicina è quella di Dinegro. Inoltre, sono disponibili numerose linee di autobus (AMT), tra cui la linea 59, la linea 165 e la linea HS, con fermata in prossimità dell'ospedale.
- Auto: L'ospedale è facilmente raggiungibile dall'autostrada, con uscita a Genova Ovest. È possibile proseguire su via Cantore e via Balbi Piovera (da levante) o corso Martinetti (da ponente).
- Treno: La stazione ferroviaria di Genova Sampierdarena si trova nelle vicinanze, servita dalla linea ferroviaria Genova-Savona.

L'ospedale offre un servizio navetta gratuito per facilitare gli spostamenti tra i diversi padiglioni, attivo dal lunedì al venerdì.